# Nikon F3
Nikon F3 — третье поколение профессиональных малоформатных зеркальных фотоаппаратов Nikon, пришедшее на смену Nikon F2. Камеры и принадлежности F3 производились корпорацией Nippon Kogaku K. K. в Японии с 1980 до 2001 года и представляли собой законченную модульную систему, основанную на байонете Nikon F, впервые применённом в одноимённой камере в 1959 году. Техническое совершенство и надёжность позволили Nikon F3 удерживаться на конвейере более 20 лет и пережить следующее поколение профессиональных «Никонов» модели F4, производство которой было свёрнуто в 1997 году.
Дизайн корпуса Nikon F3 (как и последующих моделей линейки F) разработан известным итальянским автомобильным дизайнером Джорджетто Джуджаро. Из всех профессиональных камер Nikon F3 имеет самое большое количество модификаций.

## История создания
Модель F3 стала первым профессиональным «Никоном», в котором разработчики отказались от полностью механического затвора. Фотографы особенно ценили энергонезависимость предыдущей модели F2, но на фоне конкурентов она уже к середине 1970-х выглядела устаревшей из-за невозможности автоматизации управления экспозицией. Приставные устройства DS-1 и DS-12, автоматически управлявшие диафрагмой F2 при помощи сервопривода, зарекомендовали себя с худшей стороны, как чрезмерно дорогие, медленные и ненадёжные. При этом, существовавшие на тот момент фотоаппараты того же класса Olympus OM-2 и Minolta XK оснащались автоматическими режимами управления экспозицией. В основе этой автоматики лежали электромеханические затворы, неработоспособные без электропитания.
Отказ от механического затвора в пользу электронноуправляемого был одним из самых трудных решений для инженеров Nikon. Считается, что первый прототип Nikon F3 появился в 1974 году и представлял собой усовершенствованный F2 с гибридным затвором, отрабатывающим выдержки с помощью электронной автоматики, и в то же время частично работоспособным без батарей, как это было реализовано позднее в камерах Canon New F-1 и Pentax LX.
Однако, разработчики F3 посчитали этот путь бесперспективным и устройство новой камеры было полностью переработано, став совершенно непохожим на модели F и F2, сохранявшие преемственность более 20 лет. От предшественников осталась только конструкция затвора с горизонтальным ходом шторок из титановой фольги, гарантирующая 150 тысяч циклов срабатывания до первой поломки. Его электромеханическое управление с кварцевой стабилизацией обеспечивает прецизионную отработку выдержек и их автоматический бесступенчатый выбор в соответствии с установленной диафрагмой (приоритет диафрагмы). При отсутствии элементов питания затвор отрабатывает единственную выдержку в 1/60 секунды, а синхронизация с электронной вспышкой доступна до 1/80. Кроме автоматической возможна ручная установка выдержки в диапазоне от 8 до 1/2000 секунды. Также предусмотрены ручная выдержка «B» и длительная «T», когда затвор открывается одним нажатием спусковой кнопки, и закрывается следующим.
Еще одно принципиальное новшество коснулось TTL-экспонометра, который основан на кремниевом фотодиоде (SPD-ячейке), расположенном, в отличие от предыдущих моделей, не в съёмной пентапризме, а в корпусе камеры под зеркалом. Вспомогательное зеркало, расположенное за основным, отражает часть света объектива на фотодиод. Для этого в основном зеркале сделан полупрозрачный участок, состоящий из 50 тысяч микроскопических отверстий отражающего слоя, которые пропускают 8 % света к вспомогательному зеркалу. При срабатывании затвора вспомогательное зеркало поднимается вместе с основным при помощи дополнительных рычагов. Благодаря такой конструкции, яркость изображения в видоискателе остаётся высокой, а экспонометр и автоматика работоспособны с любым установленным визиром. Пентапризмы, лишённые экспонометра, стали значительно компактнее, как и весь фотоаппарат. Баланс центровзвешенного экспозамера изменился с привычного соотношения 60:40 чувствительности по центру и по полю на более «заострённый» 80:20. Впервые в профессиональных камерах Nikon реализована система «TTL OTF» экспоавтоматики вспышки. При использовании системных вспышек Speedlight (SB—16A или SB—17) их экспозиция автоматически регулируется по отражённому от плёнки свету (англ. Off The Film). Измерение света вспышки осуществляется тем же сенсором, что измерение остального освещения. Поэтому, при включённой вспышке измерение непрерывного освещения невозможно, и в этом случае, при установке режима приоритета диафрагмы, камера отрабатывает единственную выдержку 1/80 секунды.
Вся электроника на шести интегральных микросхемах собрана на гибкой печатной плате, впервые использовавшейся в профессиональном «Никоне». При этом фотодиод устанавливался непосредственно на эту плату, сокращая длину соединений, и позволив отказаться от предусилителя. Эту идею пытались впервые опробовать в модели Nikon FE, но применение она нашла только в профессиональной камере. Кроме того, Nikon F3 стал первым зеркальным фотоаппаратом с цифровой индикацией в поле зрения видоискателя: на жидкокристаллическом дисплее отображалась текущая выдержка, выбранная автоматикой или вручную. Несмотря на все усовершенствования, после начала выпуска F3 модель F2AS продавалась параллельно и составляла серьёзную конкуренцию при более высокой цене.
Одновременно с потерей энергонезависимости, F3 утратил совместимость с профессиональными двухцилиндровыми кассетами с раскрывающейся щелью, характерную для обеих предыдущих моделей. На момент выхода камеры подавляющая часть малоформатных фотоматериалов поставлялась в одноразовых кассетах, и потребность в многоразовых отпала.

## Технические особенности
- Камера совместима со всеми объективами Nikkor серии AI, а также с более старыми. Для последних поводок кольца передачи диафрагмы на камере сделан откидным, однако в этом случае корректное измерение экспозиции возможно только при рабочем значении диафрагмы[13]. Кроме объективов корпорации совместимы объективы с байонетом F независимых производителей, в том числе украинского завода «Арсенал»;
- Спусковая кнопка F3 впервые оснащёна резьбой, пригодной для спусковых тросиков стандарта ISO. До этого все профессиональные «Никоны» были совместимы только с «родными» тросиками специальной конструкции;
- В затворе использованы 4 шарикоподшипника, на 3 больше, чем в предыдущих моделях[14]. Всего в механизме фотоаппарата содержится 11 шарикоподшипников, обеспечивая очень легкий взвод и ход плёнки[15];
- Устройство камеры позволяет фиксировать зеркало в верхнем положении для возможности использования сверхширокоугольных объективов с коротким задним отрезком и уменьшения сотрясений[* 2]. Механизм предварительного подъёма и репетира диафрагмы полностью унаследован от модели F2;
- Электронный автоспуск со светодиодной индикацией обеспечивает 10-секундную задержку срабатывания затвора;
- Наличие съёмной пентапризмы делает возможным использование других типов видоискателя, в том числе шахты DW-3 и шестикратной вертикальной лупы DW-4. Для работы в подводных масках и защитных очках выпускался «спортивный» видоискатель DA-2 с очень большим окулярным окном. В поле зрения видоискателя отображаются значения выдержки (на миниатюрном ЖК-экране) и диафрагмы. Для отображения последней используется оптическая система ADR (англ. Aperture Direct Readout), стандартная для большинства «Никонов», выпущенных после 1977 года. Система зеркал и линз проецирует в дополнительное окно визира изображение цифр, нанесённых на кольцо диафрагмы объектива в соответствии со спецификацией AI;
- Конструкция сменных фокусировочных экранов была впервые изменена, поэтому в модели F3 невозможно использовать экраны, пригодные для обоих предыдущих поколений профессиональных камер Nikon[9]. Однако, некоторые из 20 экранов, выпущенных для F3, совместимы с камерами F4 и наоборот[17]. Кроме оригинальных фокусировочных экранов Nikon доступны акриловые экраны, выпускавшиеся американской фирмой Fresnel Optics, обладающие более дешёвой конструкцией, аналогичной плоским любительским[17];
- Как и обе предыдущие модели, камера не оснащалась «горячим башмаком» стандарта ISO 518. Вместо этого фотовспышки крепятся на кронштейне, расположенном под рулеткой обратной перемотки. Форма этого кронштейна и количество электрических контактов, одинаковые у моделей F и F2, изменены, поэтому системные вспышки более раннего выпуска могут быть установлены только через переходник AS-3, а вспышки с башмаком ISO через адаптеры AS-4 или AS-7[18]. Новые системные вспышки SB—17 и SB—16A оснащались дополнительными контактами для работы TTL-автоматики;
- В модели впервые реализована принудительная отработка выдержки 1/80 секунды в режиме автомата на первых трёх кадрах зарядного ракорда плёнки[9]. Это исключает расход батарей при случайной отработке длинных выдержек из-за неснятой крышки объектива;
- F3 стал первой профессиональной камерой Nikon, оснащённой жидкокристаллическим индикатором, выводящим информацию в поле зрения видоискателя. На простейшем четырёхзначном экране отображается текущая выдержка и информация экспонометра[7];
- Питание: один элемент типа CR-1/3N или два 1,55В, типа SR44 (LR44). При установке мотора MD-4 электронные цепи переключаются на питание от его более мощного аккумулятора. В такой комбинации фотоаппарат успешно прошёл заводское тестирование на работоспособность при температурах до −50°С[19];
- Приставной моторный привод MD-4 с никель-кадмиевым аккумулятором MN-2 осуществляет серийную съёмку с частотой 6 кадров в секунду[8]. Вместо аккумулятора могут использоваться 8 батареек AA. В этом случае частота съёмки падает до 4 кадров в секунду;
- Обратная перемотка плёнки может осуществляться рулеткой вручную или моторным приводом. В последнем случае в нижний фланец кассеты входит вилка, осуществляющая вращение катушки. При снятом моторе отверстие для вилки на нижней стенке корпуса закрывается заглушкой;
- Мотор MD-4, как и все предыдущие моторы для профессиональных камер Nikon, оснащался дополнительным счётчиком кадров, позволяющим автоматически отключать протяжку после любого предварительно установленного кадра. Такой счётчик удобен при дистанционной съёмке с большой кассетой и на сильном морозе, когда автоматический останов мотора от возрастающего сопротивления протяжки может сопровождаться обрывом перфорации;
- Съёмная задняя крышка может заменяться несколькими типами датирующих крышек или кассетой на 250 кадров плёнки. В 1991 году Kodak выпустил для Nikon F3 цифровой задник DCS Digital Film Back с ПЗС-матрицей разрешением 1,3 мегапикселя для цифровой фотографии[20]. С этим задником, установленным вместо крышки, фотоаппарат становился цифровой зеркальной камерой семейства Kodak DCS 100, первого на рынке оборудования для профессиональной фотожурналистики[21];

## Модификации F3
В отличие от предыдущих поколений профессиональных «Никонов», производившихся в двух исполнениях: «хромированном» и чёрном, модель F3 выпускалась только чёрного цвета, за исключением титановой версии. Пентапризмы также окрашивались только чёрной краской.

### F3 HP
Более полное название F3 High eyePoint.
Единственное отличие — вместо стандартной пентапризмы DE-2 камера комплектовалась призмой DE-3 с большим выносом выходного зрачка окуляра. Это позволяет при визировании наблюдать изображение кадра полностью на расстоянии глаза до 25 мм от окуляра увеличенного диаметра, что особенно важно при работе в очках. На передней стенке такой пентапризмы сделана гравировка «HP». Конструкция оказалась настолько удачной, что в настоящее время её использует большинство производителей зеркальных фотоаппаратов.

### F3/T
Буква «Т» в названии означает наличие деталей корпуса, выполненных из титана. Из этого металла изготавливались нижний и обе половины верхнего щитка, задняя крышка, а также щиток зеркала и корпус пентапризмы. Первые партии производились в неокрашенном серебристо-сером корпусе, с естественным цветом титана («цвет шампанского»). Именно такой фотоаппарат снялся в кинофильме «Невероятная жизнь Уолтера Митти». С 1984 года корпус стал окрашиваться чёрной эмалью и оставался таким до конца производства камеры. В остальном эта модель ничем не отличалась от стандартного F3.

### F3 Titanium Uemura
В 1982 году японский путешественник Наоми Уэмура заказал специальную титановую версию, рассчитанную на работу в условиях Антарктики. Фотоаппарат, использованный им во время одиночного перехода на собачьих упряжках по Антарктиде, сохранял работоспособность при температурах до −50 °C. Для этого компанией Dry Battery Division of Matsushita Electric Industrial Co., Ltd были разработаны специальные литиевые батареи, заменившие никель-кадмиевый аккумулятор MN-2 в модифицированном моторе MD-4. Новый источник питания создавался параллельно с основным заказом Уэмуры на батареи для радиостанций и фонарей. Успех разработки морозостойкого литиевого аккумулятора сыграл ключевую роль в решении использовать Nikon F3 вместо отлично зарекомендовавшего себя в предыдущих путешествиях Nikon F2 Titanium Uemura, не нуждавшегося в электроэнергии.
Ход плёнки в лентопротяжном механизме фотоаппарата был изменён, чтобы предотвратить обрыв хрупкой на морозе подложки: приёмная катушка, вращающаяся в противоположную сторону, наматывала фотоматериал эмульсией внутрь, а не наружу, как в обычной модели F3. Это позволило устранить резкие перегибы после зубчатого барабана. Дополнительной страховкой служил цвет нумерации счётчика кадров, после 30 кадра менявшийся с синего на красный. Прижимной столик со специальным антистатическим покрытием уменьшал искрение плёнки в условиях пониженной влажности Антарктики. Герметизация корпуса усилена, а в комплект моторного привода вошёл радиоспуск ML-1, облегчивший фотографирование автопортретов с собаками в условиях одиночной экспедиции.

### F3 P
Буква «P» обозначает полное название модификации «Press» или «Professional». Эта камера, штатно оснащаемая мотором MD-4, была разработана специально для фотожурналистов на основе модели F3 HP и имела конструктивные отличия, учитывающие пожелания известных японских фоторепортёров:
- Штатная пентапризма DE-4 в титановом корпусе и с «горячим башмаком» стандарта ISO 518[* 3]. Добавлено резиновое уплотнение в месте соединения с камерой;
- Штатный фокусировочный экран типа B с равномерным матированием без клиньев и микрорастра;
- Более высокая головка переключения выдержек;
- Укрупнённая спусковая кнопка без резьбы для тросика, а также её новый фиксатор;
- Отсутствуют автоспуск, механизм многократной экспозиции и окулярная шторка;
- Исключен предохранительный рычаг рулетки обратной перемотки, предотвращающий случайное открытие задней крышки;
- Увеличен размер счётчика кадров;
- Специальная задняя крышка MF-6B с функцией автоматического останова моторизованной обратной перемотки, предотвращающей втягивание в кассету зарядного кончика плёнки;

Кроме того, в отличие от стандартных F3, принудительно отрабатывавших выдержку 1/80 секунды на первых трёх кадрах зарядного ракорда, в модели Press эта функция была исключена, позволяя экономить 1—2 кадра плёнки. В свободную продажу камера, выпущенная ограниченным тиражом, не поступала. Заказ был возможен только через сервисную сеть NPS для профессиональных фотожурналистов.
Также известна версия F3 LE (англ. Limited Edition), предназначенная для внутреннего рынка Японии. От «обычной» F3 P её отличала стандартная задняя крышка и несменяемый фокусировочный экран.

### F3 H
Полное название этой модификации «Nikon F3 High Speed». Фотоаппарат был разработан одновременно с обычной версией, но в массовое производство пошёл перед Олимпийскими играми 1998 года, через два года после начала выпуска автофокусной камеры Nikon F5. Основная особенность — скоростная съемка с частотой до 13,5 к/сек. Камера была оборудована неподвижным полупрозрачным зеркалом и скоростным моторным приводом MD-4H, несовместимым с остальными версиями F3. В отличие от предыдущих скоростных камер с неподвижным зеркалом, F3 H не оснащался кассетой на 250 кадров, и запаса стандартного ролика плёнки хватало только на 3 секунды непрерывной съёмки. Аналогично Nikon F3 P пентапризма оснащалась «горячим башмаком» стандарта ISO 518. Примечательно, что скоростные версии более поздних «автофокусных» моделей F4 и F5 не выпускались, и F3 H считается последним «Никоном», сделанным по такой схеме. По скорости съёмки F3 H превосходил современный ему «Canon EOS-1N RS», уступая только отсутствием автофокуса.
Для внутреннего японского рынка выпускалась версия F3 H NPS (англ. Nikon Professional Service), незначительно отличающаяся от основной. Главными внешними отличиями считаются отсутствие курка взвода на камере, а также красная полоса на рулетке обратной перемотки и рифление рукоятки мотора MD-4H.

### F3 NAVY
Специальная версия для ВМФ США, предназначенная для съёмки через перископы подводных лодок и других целей. Точное количество и отличия от стандартной версии неизвестны, однако среди коллекционеров появляются экземпляры с гравировкой «U. S. Navy» сзади левой части верхнего щитка. Кроме того, на моторный привод по армейской традиции сзади крепился шильдик с контрактным номером и кодами подразделений.

### F3 NASA
Фотоаппарат Nikon F3 был выбран NASA для космических полётов, как наиболее надёжный в классе, заменив механический Nikon F NASA. Специально для использования в космической программе выпускались две версии: рассчитанный на стандартную кассету Nikon F3 NASA Small и оснащённый магазином на 250 кадров Nikon F3 NASA Large. Кроме ёмкости кассет «маленькая» и «большая» версии отличались конструкцией привода MD-4 и другими деталями: например, F3 NASA Large оснащался более высоким диском выдержек. Одно из главных требований космического агентства, предъявляемых к любой аппаратуре, заключается в недопустимости искрения и газообразования. Поэтому от обычных фотоаппаратов эта модель отличается отсутствием на корпусе кожзаменителя, как возможного источника нежелательных газов. Вместо этого металл покрыт специальной краской, сводящей к минимуму блики от Солнца, недопустимо яркие за пределами земной атмосферы. По той же причине все кнопки, хромированные в стандартном F3, в версии NASA окрашены в чёрный цвет. Все использованные сорта клея соответствуют спецификации космического агентства. Бесполезный в невесомости ремень, как и его крепления, исключён из конструкции камеры, а в некоторых местах корпуса закреплены липучки для фиксации на специальных панелях кабины. Для тех же целей снизу моторного привода установлено крепление типа «ласточкин хвост». В качестве основного объектива использовался Nikkor 1,4/35, конструкция оправы которого отличалась от массовой версии.
Использование в космических программах фотоплёнки на более тонкой лавсановой подложке потребовало доработки фильмового канала и счётчика кадров, размеченного до 72 из-за удвоенной ёмкости стандартной кассеты. Большинство органов управления сделаны более крупными для удобства работы в перчатках. Часть пентапризм с вынесенной окулярной точкой оснащались стандартным башмаком ISO 518. Камера использовалась в программе «Спейс шаттл» как внутри корабля, так и в открытом космосе. Перед выходом за пределы космического корабля фотоаппарат снабжался насадками из специального набора EVA kit (англ. Extra Vehicular Activity Kit). В набор входила насадка увеличенного диаметра на спусковую кнопку, и дополнительные рычаги колец фокусировки и диафрагмы. Специально для работы в скафандре выпущена разновидность «спортивного» видоискателя (англ. Action Finder) с очень большим окулярным окном и выносом зрачка. Все космические фотоаппараты штатно оснащались модифицированным мотором MD-4, рассчитанным на работу с внешним интервалометром. Предположительно изготовлено менее 100 экземпляров обеих версий, некоторые из которых после использования оставлены в околоземном пространстве. Такая практика считается обычной и позволяет уменьшить массу возвращаемого на Землю спускаемого аппарата.

### F3 AF
F3 AF — первая автофокусная зеркальная камера Nikon и первая в мире профессиональная камера с автофокусом, выпуск которой ограниченным тиражом запущен в 1983 году. Фокусирующие двигатели были встроены в оправы двух объективов, специально разработанных для фотоаппарата. В первую автофокусную линейку входили AF-Nikkor 80 мм f/2,8 и AF-Nikkor 200 мм f/3,5, а также телеконвертер AF-TC-16S. С более поздними автофокусными камерами Nikon эта оптика несовместима, как и современные объективы AF Nikkor с моделью F3 AF.
Датчик автофокуса, основанный на измерении контраста в двух плоскостях, сопряжённых с фокальной, встроен в пентапризму DX-1. В момент работы автофокуса происходит сравнение контраста в двух точках, расположенных на равных расстояниях от плоскости фокусировки, на основании чего формируется управляющая команда для приводов объектива. При отключении системы автофокусные объективы, как и стандартные, фокусируются вручную. Корпус фотоаппарата незначительно модифицирован и содержит дополнительные цепи соединения пентапризмы и объектива. Так, байонет и гнездо пентапризмы оснащены контактными группами, которые отсутствуют в стандартном F3. Кроме того, модель является единственной в линейке, поле зрения видоискателя которой меньше 100 %: пентапризма DX-1 отображает лишь 92 % площади будущего кадра.

### Полуформатная версия
Некоторые источники утверждают о существовании как минимум четырёх экземпляров полуформатного Nikon F3 с кассетой на 250 кадров, вмещавшей 500 кадров формата «Супер-35». Эти фотоаппараты использовались для покадровой съёмки комбинированных кадров в кинопроизводстве.

## Интересные факты
- Модифицированный фотоаппарат Nikon F3 с кассетой на 16 метров 35-мм киноплёнки был использован для комбинированных съёмок некоторых сцен фильма «Индиана Джонс и храм судьбы»[37]. Замедленная съёмка исходного изображения погони в шахте на уменьшенном макете потребовала очень маленького киносъёмочного аппарата, в роли которого выступил фотоаппарат с моторным приводом. В результате получен негатив формата VistaVision, в дальнейшем использованный для изготовления комбинированного изображения[37].